# Strømsgodset IF
Strømsgodset IF este o echipă de fotbal din Drammen, Norvegia,care evoluează în Tippeligaen,prima divizie de fotbal a Norvegiei.Ea a susținut in turul 2 preliminar al Uefa Champions League,cu Fc Steaua București,două meciuri:1-0 pentru Steaua în Norvegia și 2-0 pentru Steaua în România.Marcatorii golurilor de atunci au fost Gabriel Iancu,Cornel Râpă și Nicolae Stanciu.Steaua s-a calificat mai departe și a jucat în turul 3 preliminar cu echipa din Kazakstan,Fc Aktobe.A trecut și de aceasta și a jucat în grupele Uefa Champions League.

## Palmares
Prima Ligă Norvegiană
- - Campioni (2): 1970, 2013

- Cupa Norvegiei:
  - Campioni (5): 1969, 1970, 1973, 1991, 2010
  - Locul 2 (3): 1993, 1997, 2018

- Prima Divizie Norvegiană:
  - Campioni (1): 2006

## Foști Antrenori
- Terje Dokken (1980-1982)
- Einar Sigmundstad (1983-1984)
- Bjørn Odmar Andersen (1985)
- Erik Eriksen (1986)
- Terje Dokken (1987-1988)
- Einar Sigmundstad (1989-1990)
- Tor Røste Fossen (1991)
- Hallvar Thoresen (1992)
- Dag Vidar Kristoffersen (1993-1998)
- Jens Martin Støten (1999)
- Arne Dokken (2000-2002)
- Vidar Davidsen (2003-2004)
- Anders Jacobsen (2005)
- Dag Eilev Fagermo (2006-2007)
- Ronny Deila (2008–14)
- David Nielsen (2014–prezent)